# Gianfranco Gallone

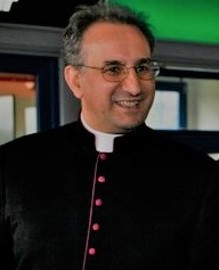
Gianfrance Gallone (2008)

Erzbischofswappen von Gianfranco Gallone

Gianfranco Gallone (* 20. April 1963 in Ceglie Messapica) ist ein italienischer Geistlicher, Diplomat des Heiligen Stuhls und römisch-katholischer Erzbischof.

## Leben
Gianfranco Gallone empfing am 3. September 1988 das Sakrament der Priesterweihe für das Bistum Oria.
Nach seiner Priesterweihe erwarb er einen Abschluss im Kirchenrecht und das Lizenziat in Liturgik. Zum 19. Juni 2000 trat er in den diplomatischen Dienst des Heiligen Stuhls ein. Er war in den Nuntiaturen in Mosambik, Israel, der Slowakei, Indien und Schweden sowie im Staatssekretariat des Heiligen Stuhls in der Sektion für die Beziehungen zu den Staaten eingesetzt, zuletzt im Rang eines Nuntiaturrats.
Am 2. Februar 2019 ernannte ihn Papst Franziskus zum Titularerzbischof von Motula und zum Apostolischen Nuntius in Sambia. Kardinalstaatssekretär Pietro Parolin spendete ihm am 19. März desselben Jahres die Bischofsweihe. Mitkonsekratoren waren der Kardinalpräfekt der Kongregation für die Evangelisierung der Völker, Fernando Filoni, und der Bischof von Oria, Vincenzo Pisanello. Am 8. Mai 2019 wurde er zusätzlich zum Apostolischen Nuntius in Malawi ernannt.
Papst Franziskus ernannte ihn am 3. Januar 2023 zum Apostolischen Nuntius in Uruguay.